# Thomas Cup 1979

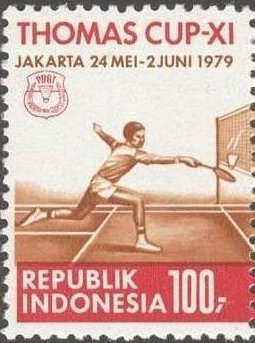
Der Thomas Cup 1979 auf einer indonesischen Briefmarke.

Die zehnte Auflage des Thomas Cups, der Weltmeisterschaft für Herrenmannschaften im Badminton, fand 1979 in Jakarta in Indonesien statt. Sieger wurde unter der Leitung von Tahir Djide erneut das Team aus Indonesien, welches gegen Dänemark mit 9:0 gewann.

## Teams
| Australasienzone - Indonesien - Japan - Neuseeland - Australien | Asienzone - Indien - Pakistan - Thailand - Malaysia | Europazone - England - Schottland - Niederlande - Norwegen - Belgien - Deutschland - Dänemark - Schweden | Panamerikazone - Kanada - Peru - Vereinigte Staaten - Mexiko - Chinesisch Taipeh |

## Qualifikation

### Australasienzone

#### 1. Runde
- Japan –  Neuseeland in Invercargill 5-4
- Australien Freilos

#### Finalrunde
- Japan –  Australien in Perth 9-0

### Asienzone

#### 1. Runde
- Indien w.o.  Pakistan (Rückzug)
- Thailand und  Malaysia gesetzt
- Singapur und  Sri Lanka (Rückzug)

#### 2. Runde
- Indien w.o.  Thailand (Rückzug)
- Malaysia w.o.

#### Finalrunde
- Indien –  Malaysia in Kuala Lumpur 5-4

### Panamerikazone

#### 1. Runde
- Kanada –  Peru in Lima 9-0

3 Verbände mit Freilos

#### 2. Runde
- Kanada –  Vereinigte Staaten in Ottawa 5-4
- Mexiko w.o.  Chinesisch Taipeh (Rückzug)

#### Finalrunde
- Kanada w.o.  Mexiko

### Europazone

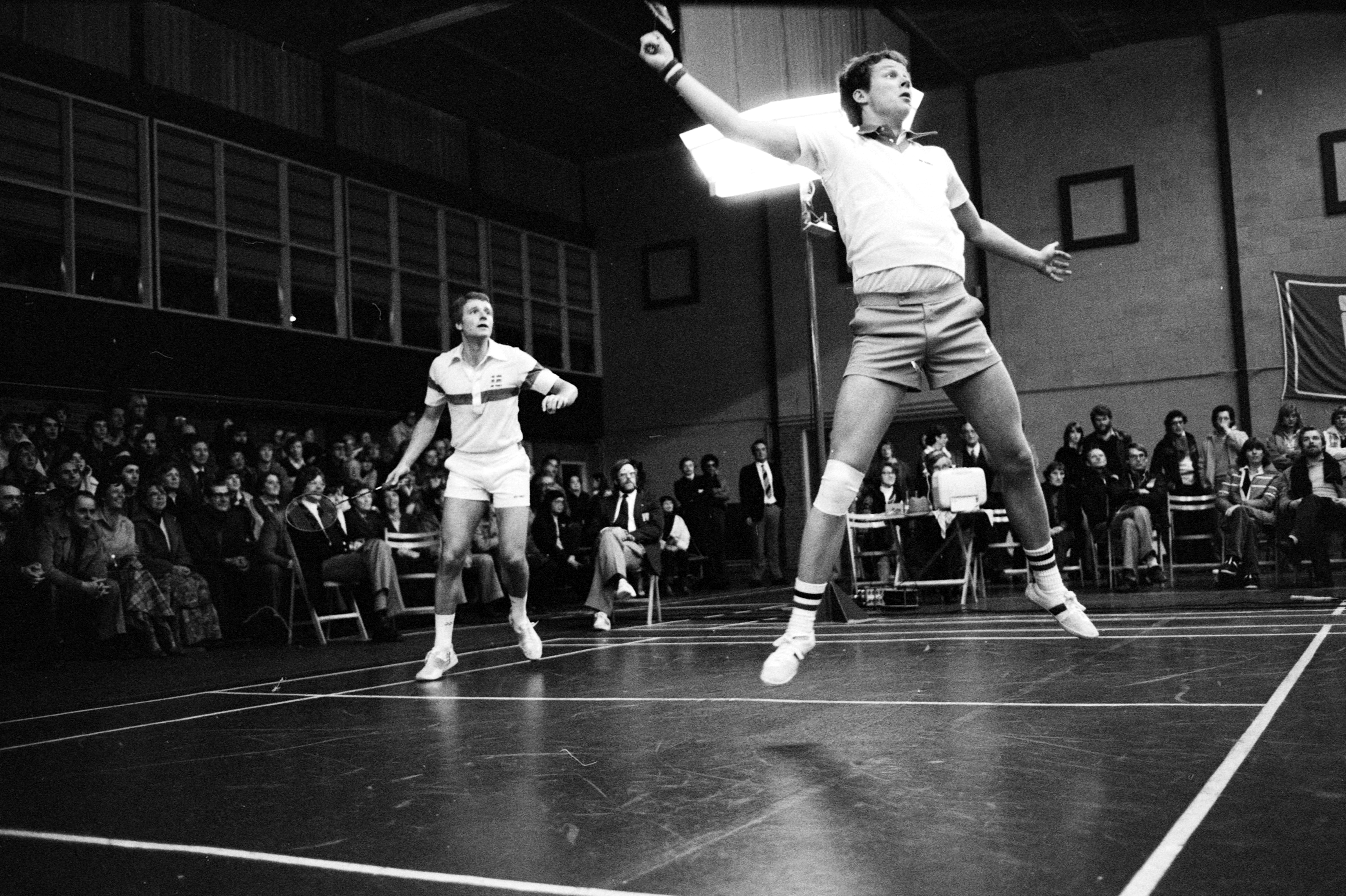
Dänemark gegen Niederlande

#### 1. Runde
- England –  Schottland in Sunderland 9-0
- Niederlande –  Norwegen in Oslo 6-3

2 Verbände mit Freilos
- Dänemark und  Schweden für 3. Runde gesetzt

#### 2. Runde
- England –  Belgien in Brüssel 9-0
- Niederlande –  Deutschland in Heerlen 5-4

#### 3. Runde
- Schweden –  England in Carlisle 6-3
- Dänemark –  Niederlande in Haarlem 8-1

#### Finalrunde
- Dänemark –  Schweden in Umeå 7-2

## Interzonenturnier
1. Runde
| Japan      | 8–1 | Kanada |
| Indonesien | bye |        |
| Dänemark   | bye |        |
| Indien     | bye |        |